# Aljaksandr Masiajkoŭ
Aljaksandr Anatolevitj Masiajkoŭ (belarusiska: Аляксандр Анатолевіч Масяйкоў, eller ryska: Александр Анатольевич Масейков: Aleksandr Anatoljevitj Masejkov, född den 26 juni 1971 i Mogiljov i Vitryska SSR i Sovjetunionen (nu Mahiljoŭ i Belarus), är en före detta sovjetisk och därefter belarusisk kanotist och politiker.
Han tog OS-guld i C-2 500 meter i samband med de olympiska kanottävlingarna 1992 i Barcelona.